# Koen Van Langendonck
Koen Van Langendonck, né le 9 juin 1989 à Neerpelt en Belgique, est un footballeur belge qui joue au poste de gardien de but au KVC Westerlo.

## Biographie

### En club

#### Bocholter VV
Koen Van Langendonck  commence sa carrière en troisième division avec le Bocholter VV.

#### Beerschot AC
En juillet 2012, il signe pour trois saisons avec le Beerschot AC, club de première division. Avec ce club, il débutera contre le KV Courtrai à cause de la suspension du gardien titulaire Stijn Stijnen. En partie en raison d'une blessure au genou de Stijn Stijnen, l'entraîneur du Beerschot AC, Adrie Koster le titularise pour les 7 matchs restant. Il échange les bonnes et moins bonnes performances entre autres avec une victoire 1-3 au Lierse SK, mais aussi avec une humiliation 1-7 contre le Club Brugge.

#### KVC Westerlo
En 2013, il signe au KVC Westerlo.

## Statistiques

### En club
| Saison                | Club                  | Championnat           | Championnat | Championnat | Coupe(s) nationale(s) | Coupe(s) nationale(s) | Compétition(s) continentale(s) | Compétition(s) continentale(s) | Compétition(s) continentale(s) | Total | Total |
| Saison                | Club                  | Division              | M.          | B.          | M.                    | B.                    | Comp.                          | M.                             | B.                             | M.    | B.    |
| 2010-2011             | K Bocholter VV        | Division 3            | 32          | 0           | 0                     | 0                     | -                              | 0                              | 0                              | 32    | 0     |
| 2011-2012             | K Bocholter VV        | Division 3            | 29          | 0           | 2                     | 0                     | -                              | 0                              | 0                              | 31    | 0     |
| Sous-total            | Sous-total            | Sous-total            | 61          | 0           | 2                     | 0                     | -                              | 0                              | 0                              | 63    | 0     |
| 2012-2013             | Beerschot AC          | Division 1            | 10          | 0           | 1                     | 0                     | -                              | 0                              | 0                              | 11    | 0     |
| Sous-total            | Sous-total            | Sous-total            | 10          | 0           | 1                     | 0                     | -                              | 0                              | 0                              | 11    | 0     |
| 2013-2014             | KVC Westerlo          | Division 2            | 34          | 0           | 6                     | 0                     | -                              | 0                              | 0                              | 40    | 0     |
| 2014-2015             | KVC Westerlo          | Division 1            | 29          | 0           | 4                     | 0                     | -                              | 0                              | 0                              | 33    | 0     |
| 2015-2016             | KVC Westerlo          | Division 1            | 29          | 0           | 2                     | 0                     | -                              | 0                              | 0                              | 31    | 0     |
| 2016-2017             | KVC Westerlo          | Division 1            | 29          | 0           | 0                     | 0                     | -                              | 0                              | 0                              | 29    | 0     |
| Sous-total            | Sous-total            | Sous-total            | 121         | 0           | 12                    | 0                     | -                              | 0                              | 0                              | 133   | 0     |
| Total sur la carrière | Total sur la carrière | Total sur la carrière | 192         | 0           | 15                    | 0                     | -                              | 0                              | 0                              | 207   | 0     |